# Série de pièces commémoratives américaines Benjamin Franklin
La pièce de 1 dollar américain Benjamin Franklin a été émise en 2006, pour le 300e anniversaire de la naissance de Benjamin Franklin. Différents modèles de dollars en argent ont été émis, représentant Benjamin Franklin dans ses jeunes années en tant que scientifique et dans ses années plus âgées en tant qu'homme d'État et Père Fondateur.

## Contexte
En 2004, la commission des services financiers de la Chambre des représentants des États-Unis approuve à l'unanimité un projet de loi présenté par Mike Castle, membre du Congrès du Delaware, l'émission d'une pièce de monnaie afin de célébrer le 300e anniversaire de Benjamin Franklin, Père fondateur de la Nation. Plus autres raisons de célébrer Franklin, à part l'anniversaire, sont citées en faveur de l'émission de la pièce souvenir : Franklin est le seul Père fondateur à avoir signé tous les documents organisationnels lors de la fondations des États-Unis ; il est également imprimeur et a produit les billets officiels pour les colonies du Delaware, de la Pennsylvanie, du New Jersey et du Maryland et, pendant la Révolution américaine, il a désigné la première pièce de monnaie américaine, le penny Continental, entre autres.

## Dessin
L'avers du dollar en argent Benjamin Franklin « Scientifique » présente une image de lui, jeune homme, faisant voler un cerf-volant, représentant ses expériences avec la foudre. Les inscriptions indiquent « Liberty », « 1706 - 2006 », « In God We Trust, et « Benjamin Franklin Scientist ». Le revers présente la célèbre caricature politique de Franklin représentant un serpent coupé en deux avec la légende « Join, or Die ». Ce dessin visait à faire comprendre que l'unité coloniale était une question de vie ou de mort. Les inscriptions au-dessus sont « United States of America » et « E Pluribus Unum », et en dessous « One Dollar ». L'avers a été conçu par Norman E. Nemeth et le revers par Charles Vickers,,.
Le dollar en argent Benjamin Franklin « Père fondateur » présente un portrait de tête et d'épaules d'un Franklin âgé avec sa signature reproduite en dessous. Il a été la seule personne à signer les quatre documents majeurs qui ont contribué à la fondation des États-Unis - la Constitution, le Traité de Paris, le Traité d'alliance et le Traité d'amitié et de commerce. Les inscriptions indiquent « Benjamin Franklin Tercentenary », « 1706 - 2006 », et « In God We Trust. Le design du revers présente une copie d'un dollar continental de 1776 avec des lettres modernes autour du bord indiquant « United States of America », E Pluribus Unum, et « One Dollar. L'avers a été conçu par Don Everhart et le revers par Donna Weaver du programme Artistic Infusion (AIP),,.

## Production
Une loi de 2006 (Public Law 108 486 HR 4116) autorise le Secrétaire au Trésor à frapper et à vendre en 2006 jusqu'à 250 000 pièces d'argent d'un dollar chacune, de deux modèles différents, pour commémorer le 300e anniversaire de la naissance de Benjamin Franklin. Il autorise une surtaxe de 10 % sur la vente de chaque pièce, dont le produit sera versé au Franklin Institute pour les besoins de la Benjamin Franklin Tercentenary Commission.
La Monnaie des États-Unis proposera les pièces commémoratives Benjamin Franklin à l'état de belle épreuve et brillant universel. Pour ceux qui passeront leur commande durant la période de préémission le dollar en argent Benjamin Franklin 2006 belle épreuve sera proposé à 35 dollars et le dollar en argent brillant universel à 33 dollars. Les expéditions de dollars en argent Benjamin Franklin devraient commencer vers la fin de cette période de préémission. Après cela, le dollar en argent belle épreuve sera offert à 39 dollars et le dollar en argent brillant universel à 35 dollars.